# 公募展
公募展（こうぼてん）とは、主催者が作品を広く公募した上で、集まった作品に対し関係者および審査員などによる審査を経た入選作品を一般展示する展覧会の総称である。
大半の場合、特定の美術団体が主催し、審査員もまたその美術団体の構成員であり、美術団体の会員による作品と公募・審査を経た入選作品が同時に展示される形態を取る。美術展覧会の形態のひとつでもある。
また、会員推挙制度がある公募展では、会員に推挙された人物が審査員を務めている事が大半であるものの、会員推挙制度のない公募展では、外部から派遣された芸術家が審査員を務めている事が多い。

## 歴史

### ヨーロッパ
オランダやイタリアで16世紀から17世紀にかけて民間ギルド主催の美術展覧会が開催されていた記録が残されているものの、その展覧作品の多くはギルド所属の工房による工房作品、版画、工芸品などが主体となっていた。しかし17世紀にギルドと並んで成立した王立アカデミーは権威の維持を目的として優れた作家の優れた美術作品を集めた美術展覧会を開催することとなった。
1663年にフランスで創設されたアカデミー・ロワイヤルが1667年に第1回のサロン（サロン・カレ）を開催し、その後断絶期間を経ながらも19世紀以降に続くサロンの源流となっている。このサロンは18世紀に起こったフランス革命まではアカデミー会員および準会員のみが作品を発表できる限定的な展覧会であったが、革命以降は公募および審査の形を取る政府主導型公募展（官展）として開催が続けられた。
また一方で、官展審査での作品選考基準に不満を持つ市井の美術家たちが官展への抵抗として自由出展を原則とするアンデパンダン展を組織した。

### 日本
日本においては1879年（明治12年）に日本美術協会が創設され、以降、個展、各美術流派ごとの絵画、美術工芸品の展覧会が広く開催されていた事情があった。明治末期になってこれら各美術流派全てを網羅した一大展覧会を開催する機運が高まった結果として1907年（明治40年）、日本初の官展である第1回文展（文部省美術展覧会）が開催されるに至り、以後開催母体の変遷を繰り返しつつ今日も日展（日本美術展覧会）として継続、2017年時点で通算開催数は110回に及んでいる。
なお、日展は1958年（昭和33年）に母体であった日本芸術院より分離、社団法人化した結果として民間団体主催の民間公募展となった。当時から現在に至るまで日本最大規模の公募展である。
また、1914年（大正2年）より開催されている二科展は文展（現日展）より二科会が分派独立した結果として開催されるようになった公募展で、その後、更に二科会から分派した美術団体は独立美術協会、一水会、行動美術協会、二紀会、一陽会などがあり、それぞれが独自に公募展を開催している歴史を持つ。
これらの東京都で開催される多くの美術団体による公募展は主に1926年開館の東京都台東区上野公園に所在する東京都美術館を開催会場として使用しており、今日においても毎年200以上の公募展を開催している。また、2007年（平成19年）に東京都港区六本木に開館した国立新美術館も多くの公募展で利用されている。
各都道府県の在住者を中心に行われる県展も全国で盛んに行われている。

### アメリカ合衆国
アメリカ合衆国ではアメリカ画家・彫刻家協会の開催するアーモリーショーが1913年2月17日から3月15日までの期間でフランス、ドイツ、イタリア、イギリスで開催された美術展の展示作品を集めてニューヨーク、ボストン、シカゴで行われ1,250点以上の絵画および300点以上の彫刻の美術作品が展示された。